# Rupela pallidula
Rupela pallidula là một loài bướm đêm trong họ Crambidae.